# Inkrustation (Keramik)

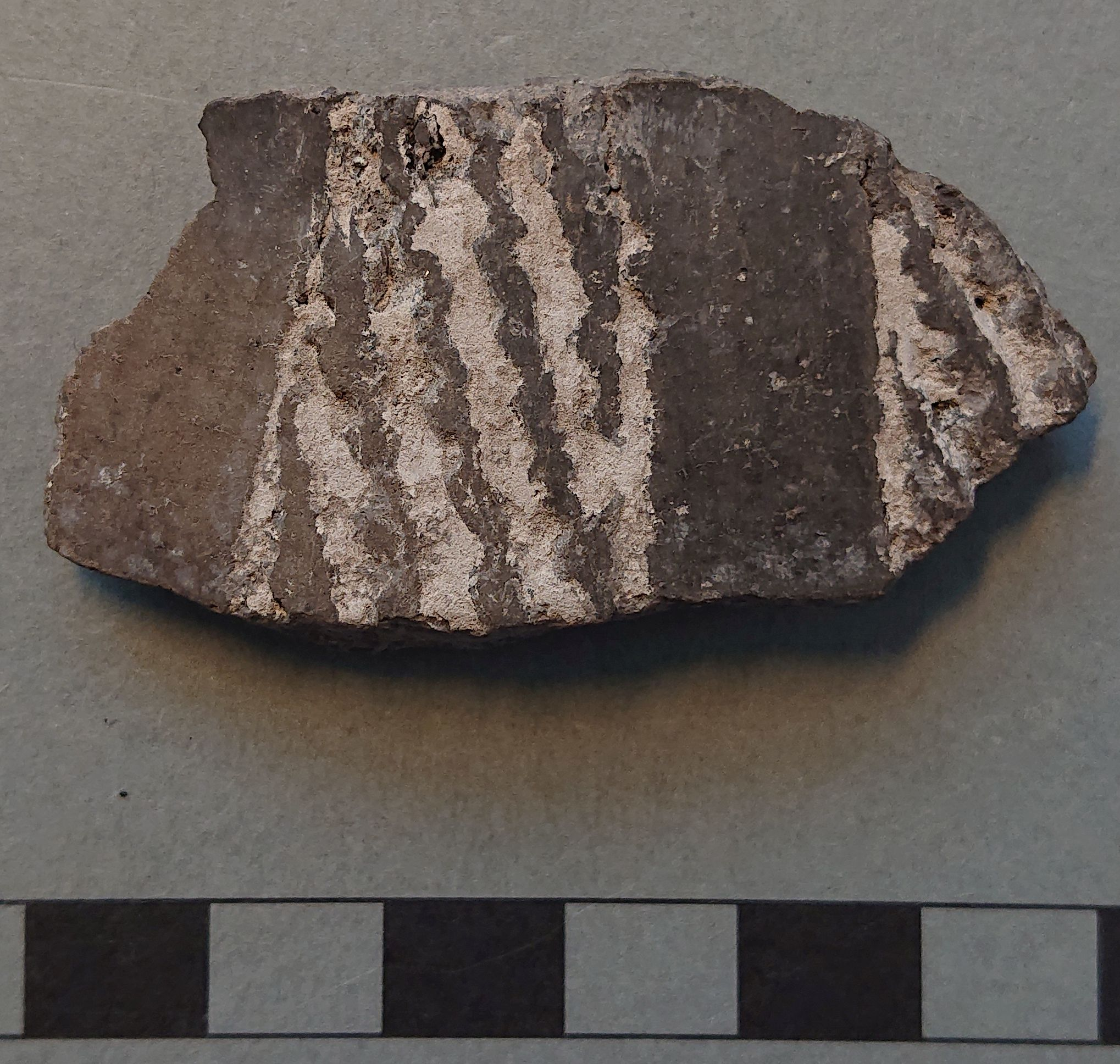
Scherbe eines Gefäßes der Rössener Kultur, mit der typischen Inkrustation

Inkrustation (lateinisch für Überkrustung, Einlage) ist die Benennung für die farbigen, häufig aber auch weißlichen (kalkhaltigen) Einschlüsse bei Verzierungen oder Mustern in der Töpferei und das händische Überziehen der Oberfläche von Keramik mit einem sich durch Farbe und Glanz vom Untergrund abhebenden artähnlichen Stoff, der auf kaltem oder heißem Wege anhaftet. Das Krusten bildende Material füllt die vertieften Ornamente der Oberflächen aus. Die Kruste ist das ausgehärtete, oft stark strukturierte Material des Überzugs. Das Inkrustationsverfahren auf kaltem Weg ist seit der Jungsteinzeit bekannt (Bükker Kultur, Rössener Kultur, Vučedol-Kultur). 
Als Inkrustation wird auch die chemische Ausscheidung, die beim Wüstenlack stattfindet, bezeichnet.